# Mbumba
Pour les articles homonymes, voir Mbumba (homonymie).
Mbumba est une commune de la ville de Tshikapa en république démocratique du Congo. 